# Округ Логан (Арканзас)
Округ Логан (енгл. Logan County) је округ у америчкој савезној држави Арканзас. По попису из 2010. године број становника је 22.353. Седишта округа су градови Бунвил и Парис.

## Демографија
Према попису становништва из 2010. у округу је живело 22.353 становника, што је 133 (0,6%) становника мање него 2000. године.
| Група             | 2000.          | 2010.          |
| Белци             | 21.528 (95,7%) | 20.608 (92,2%) |
| Афроамериканци    | 236 (1,0%)     | 297 (1,3%)     |
| Азијати           | 33 (0,1%)      | 361 (1,6%)     |
| Хиспаноамериканци | 273 (1,2%)     | 510 (2,3%)     |
| Укупно            | 22.486         | 22.353         |